# ویلارد لیبای
ویلارد فرانک لیبای (به انگلیسی: Willard Frank Libby) شیمی‌فیزیک‌دان آمریکایی و برنده جایزه نوبل شیمی سال ۱۹۶۰ است. او برای توسعه روش استفاده از کربن ۱۴ برای تعیین سن در باستان شناسی، زمین‌شناسی، ژئوفیزیک و دیگر شاخه‌های علم موفق به دریافت جایزه نوبل شیمی شد.